# عبد الرحمن عبد الله عبد العزيز المشيقح
عبد الرحمن عبد الله عبد العزيز المشيقح (1364 هـ، بريدة)، أحد ابرز رجال الأعمال والمثقفين السعوديين، مؤسس ورئيس مجلس شركة الوسائل الصناعية (شركة مساهمة)   وعضو سابق في مجلس الشورى السعودي و أحد مؤسسي  جامعة المستقبل - ( كليات القصيم الاهلية سابقاً)
كانت إنطلاقتة مع إخوته (ناصر, عبد العزيز, صالح, وعبد القادر) في القطاع الزراعي عام 1970 من خلال مشاريع صغيرة وكفاح تكلل بالنجاح بأكبر شركة إنتاج أنابيب البولي إثلين بالشرق الأوسط والأولى محلياً.

## حياته
ولد المشيقح في مدينة بريدة عام 1364 هـ وتلقى فيها تعليمه الابتدائي والمتوسط والثانوي ثم درس بكالوريوس علوم كيمياء/حيوان  في جامعة الملك سعود في الرياض عام 1971 م ثم واصل تعليمه في الولايات المتحدة الأمريكية وحصل على ماجستير ودكتوراة في التربية من  جامعة كندي وستيرن عام 1989 م وجامعة إنديانا عام 1976 م

## نشاطه وأعماله
- عضو مجلس الشورى في دوراته الثالثة والرابعة والخامسة
- عضو مجلس منطقة القصيم في الدورتين الأولى والثانية 1414هـ 1422هـ
- عضو اللجنة الزراعية بمجلس منطقة القصيم الدورتين الأولى والثانية
- رئيس الغرفة التجارية الصناعية بالقصيم للدورات 5، 6، 7 1413-1425هـ
- رئيس مجلس إدارة المدينة الصناعية بالقصيم 1416-1424هـ
- عضو لجنة صندوق المدينة الصناعية بالقصيم 1416-1424هـ
- عضو المجلس التعليمي في منطقة القصيم لعام 1407-1408هـ
- عضو مجلس إدارة نادي القصيم الأدبي من 1400-1427هـ
- عضو مجلس الكلية التقنية في بريـدة 1417-1423هـ
- عضو مجلس إدارة الخطوط الجوية العربية السعودية 1423-1430هـ
- عضو اللجنة الاستشارية للقطاع الخاص والخطوط السعودية 1416هـ 1423هـ
- عضو مجلس إدارة شركة القصيم للخدمات الطبية منذ تأسيسها حتى 1428هـ
- رئيس مجلس إداراة كليات القصيم الأهلية للبنين والبنات منذ تأسيسها وحتى الآن
- عمل في التدريس في المرحلتين المتوسطة والثانوية ومعهد المعلمين 1391-1393هـ
- مدير المعهد الفني الزراعي ببريدة 1396 1408هـ
- رئيس مجلس إدارة شركة الوسائل الصناعية منذ تأسيسها وحتى الآن
- رئيس مجلس شركة القصيم للتعمير والتطوير 1431هـ
- رئيس مجلس الشركة العربية للمخصبات الزراعية 1431هـ
- عضو اللجنة التنفيذية بمجلس الغرف السعودية 1418-1420هـ
- شارك في الندوة السابعة والسابعين لمجلس الاتحاد العام للغرف التجارية والصناعية والزراعية للبلاد العربية في تونس عام 1993م
- شارك في اجتماع اللجنة السعودية المغربية في الرباط عام 1993م
- شارك في اجتماعات اللجنة السعودية الباكستانية المشتركة في إسلام أباد عام 14191997م
- ترأس وفد رجال الأعمال السعوديين إلى نيوزيلندا وأستراليا 1419هـ-1998م
- شارك في مؤتمر الصناعيين السابع لدول مجلس التعاون الخليجي في الدوحة عام 1999م
- شارك في وفد رجال الأعمال المصاحب للزيارة الرسمية لخادم الحرمين الشريفين الملك عبد الله ابن عبد العزيز عندما كان ولياً للعهد آنذاك إلى إيطاليا 1420هـ 1999م
- ترأس وفد مجلس الغرف السعودية إلى اجتماع الدورة 93 لاتحاد العام الغرف التجارية والصناعية والزراعية للبلاد العربية في شرم الشيخ بمصر في سبتمبر 2002م
- ترأس وفد مجلس الغرف السعودية إلى اجتماع الدورة 94 لاتحاد عام الغرف التجارية والصناعية والزراعية للبلاد العربية في المنامة بالبحرين في مايو 2003م
- شارك في تأسيس مؤسسة الملك عبد العزيز ورجاله لرعاية الموهوبين عام 1419هـ
- اختارته مجلة نجوم وأضواء العربية بالأردن الشخصية الاقتصادية والثقافية المثالية لعام 2008م
- ترأس إحدى جلسات اللجنة السعودية الباكستانية بقصر المؤتمرات في الرياض عام 1421هـ
- عضو وفد مجلس الشورى لندوة التكامل الاقتصادي في دول مجلس التعاون الخليجي التي نظمها صندوق النقد العربي في أبو ظبي عام 1425هـ
- شارك في تمثيل مجلس الشورى السعودي في مناسبة الاحتفال بمرور  50عام على تأسيس البرلمان الهندي في نيودلهي عام 2003م
- شارك في تمثيل مجلس الشورى في اجتماع الاتحاد البرلماني العالمي في نيروبي عام 2006م
- شارك في تمثيل مجلس الشورى في اجتماع البرلمان الآسيوي في طهران عام 2008م
- شارك في وفد الصداقة البرلمانية لمجلس الشورى إلى كل من ألبانيا وروسيا الاتحادية في مايو عام 2010م

## مؤلفاتة
- شارك في تطوير مناهج الأحياء للمرحلة الثانوية في العالم العربي الأليسكو
- له كتاب بعنوان التعليم المهني والتقني وحتمية التوجه العربي عام 1409هـ
- شارك في تأليف كتاب عندما تلتهب القوافي عام 1412هـ
- له كتاب بعنوان محصول بنجر السكر زراعة وصناعة عام1415 هـ
- له معجم المشيقح التقني للمصطلحات العلوم الزراعية والبيئية
- له كتاب بعنوان سطور في التنمية
- له معجم  المشيقح التقني للمصطلحات العلمية والهندسية تحت الطبع
- له مقالات منشورة في الصحف والمجلات ومشاركات تلفزيونية وإذاعية
- له منتدى ثقافي باسم أربعائية المشيقح في بريدة [2]

## جوائز وتكريم
- منح جائزة وزارة الثقافة والإعلام للكتاب في مجال العلوم لعام 1433 هجري عن كتابه "معجم المشيقح لمصطلحات العلوم الزراعية والبيئية"
- منح جائزة درجة التميّز لرواد الإعلام والعمل المجتمعي العربي لعام 2014م من الاتحاد العام للمنتجين العرب التابع لجامعة الدول العربية بالقاهرة.